# آدمیر مارکز منز
آدمیر مارکز منز (انگلیسی: Ademir Marques de Menezes; ۸ نوامبر ۱۹۲۲ – ۱۱ مهٔ ۱۹۹۶) که به اختصار آدمیر نامیده می‌شد، یک بازیکن فوتبال اهل برزیل بود.
وی همچنین در تیم ملی فوتبال برزیل بازی کرده‌است و در جام جهانی فوتبال ۱۹۵۰ برزیل با ۸ گل زده آقای گل شده‌است.
۱ گل به تیم یوگسلاوی
۱ گل به تیم اسپانیا
۲ گل به تیم مکزیک
۴ گل به تیم سوئد

## بازی باشگاهی
او بازی باشگاهی خود را از باشگاه اسپورت کلاب دو رسیفی شروع کرد. پس از آن به واسکو دو گاما رفت. او دو مقطع برای واسگو دو گاما بازی کرد. مقطع اول ۱۹۴۲ تا ۱۹۴۵. مقطع دوم ۱۹۴۸ تا ۱۹۵۶. در فاصله بین مقطع اول و دوم برای باشگاه فلومیننزه توپ زد. در مجموع آدمیر در ۴۲۹ بازی برای واسکو دو گاما حضور پیدا کرد، ۳۰۱ گل به ثمر رساند و ۵ بار با این باشگاه قهرمان جام باشگاه‌های ایالت ریو دو ژانیرو (لیگ کاریوکا) شد (۱۹۴۵، ۱۹۴۹، ۱۹۵۰، ۱۹۵۲، ۱۹۵۶). او یک بار هم با باشگاه فلومیننزه در سال ۱۹۴۶ قهرمان این جام شد. او در لیگ کاریوکا در سال ۱۹۴۹ با ۳۰ گل و در سال ۱۹۵۰ با ۲۵ گل آقای گل لیگ شد. آدمیر سرانجام در ۱۹۵۶ از فوتبال بازنشسته شد و به شغل مفسری، مربیگری و تجارت روی آورد.